# TestLink
TestLink是一个用于管理测试过程并提供统计分析的开源软件。该软件发布于sourceforge，并采用Web界面交互，可以进行自动化的测试用例运行，并将测试结果生成报表并归档。该软件的主要功能如下：
- 需求管理
- 测试用例管理
- 制定测试计划
- 执行测试
- 生成测试报告

同时，该软件还能集中管理各个角色并分配相应的测试任务，并提供了可扩展的测试字段。如果有Bug追踪系统，该软件还能与其联动，支持的Bug系统有JIRA、Bugzilla、Mantis等。